# Harold Blauer
Harold Blauer (1910 – 8 de Janeiro de 1953) foi um tenista norte-americano que morreu como resultado de injeções de mescalina (código EA-1298) que lhe foram aplicadas como parte de experimentos feitos pela CIA como parte do Projeto MKULTRA.